# Striomiaena densepunctata
Striomiaena densepunctata là một loài bọ cánh cứng trong họ Cerambycidae.